# Worben
Worben és un municipi del cantó de Berna (Suïssa), situat a l'antic districte de Nidau i a l'actual districte administratiu del Seeland.